# Sainte-Marie-de-Gosse
Sainte-Marie-de-Gosse é uma comuna francesa na região administrativa da Nova Aquitânia, no departamento Landes. Estende-se por uma área de 26,29 km². Em 2010 a comuna tinha 1 212 habitantes (densidade: 46,1 hab./km²).